# Kenayan
Kenayan is een bestuurslaag in het regentschap Tulungagung van de provincie Oost-Java, Indonesië. Kenayan telt 5533 inwoners (volkstelling 2010).